# 약한 상호작용

약한 상호작용(弱 - 相互作用)은 자연의 네 가지 기본상호작용 중 하나이다. 약한 상호작용은 흔히 약력, 또는 약한 핵력이라고도 부른다. 입자 물리학의 표준 모형에서 약한 상호작용은 W와 Z보손을 주고받으면서 일어난다. 약한 상호작용은 베타 붕괴(원자핵에서의 중성자가 양성자로 바뀌는 현상이 한 예)에서 찾아볼 수 있다. 약력의 ‘약’은 약력장의 세기가 강력장의 세기보다 {\displaystyle 10^{13}}배 약한 데에서 기인한다. 그러나 약력은 짧은 거리에서는 중력보다 세다.

## 전기·약 작용 이론
엔리코 페르미가 베타 붕괴를 설명하기 위해 '약한 상호작용'을 도입했다. 그는 낮은 에너지에서는 약한 상호작용은 고안한 간단한 4점(點)이론으로 설명한다. 그러나 이 이론은 재규격화할 수 없으며, 따라서 높은 에너지에서는 사용할 수 없다.
1968년, 셸던 글래쇼와 압두스 살람이 약한 상호작용과 양자전기역학을 하나로 통일한, 이른바 살람-글래쇼 이론 혹은 전기약 이론(electroweak theory)을 개발하는 데 성공하였다. 이 이론은 광자 이외에 전기약력을 매개하는 새로운 입자들(W+, W–, Z)을 예측하였다. 이 입자들은 뒤에 발견되어, 살람-글래쇼 이론을 실험적으로 입증하였다. 살람과 와인버그는 이 공로로 노벨상을 수상하였다.
약한 상호작용의 게이지 보손은 SU(2) ×U(1)게이지 대칭과 관련된다. 낮은 에너지에서는 힉스장의 하나가 진공 기대치를 얻고 게이지 대칭은 자발적인 대칭 붕괴로 U(1) 전자기 대칭으로 떨어진다. 이 대칭 붕괴는 세 가지 질량없는 골드스톤 보손을 만들지만 그들은 힉스 메커니즘을 통해서 광자와 같은 장의 셋에 의해 적분되어 질량을 준다. 이들 세 장들은 W 와 Z 보손(W+, W– 와 Z 보손)으로 약작용에 관련되는 한편 질량없는 네 번째 게이지 장은 전자기장의 광자이다. W 와 Z의 질량이 계의 일반적인 질량보다 훨씬 더 큰 경우, 살람-글래쇼 이론은 페르미의 이론과 동일한 현상을 예측한다.
압두스-살람 이론은 전기약력을 매개하는 마당이 자발대칭파괴를 겪는다고 가정한다. 전기약력의 자발대칭파괴 설명하는 가장 표준적인 방식은 힉스 메커니즘으로, 스칼라 마당인 힉스 보손을 도입하는 것이다.

## 같이 보기
- 중력
- 강한 상호작용
- 전자기학